# Seno (Teruel)

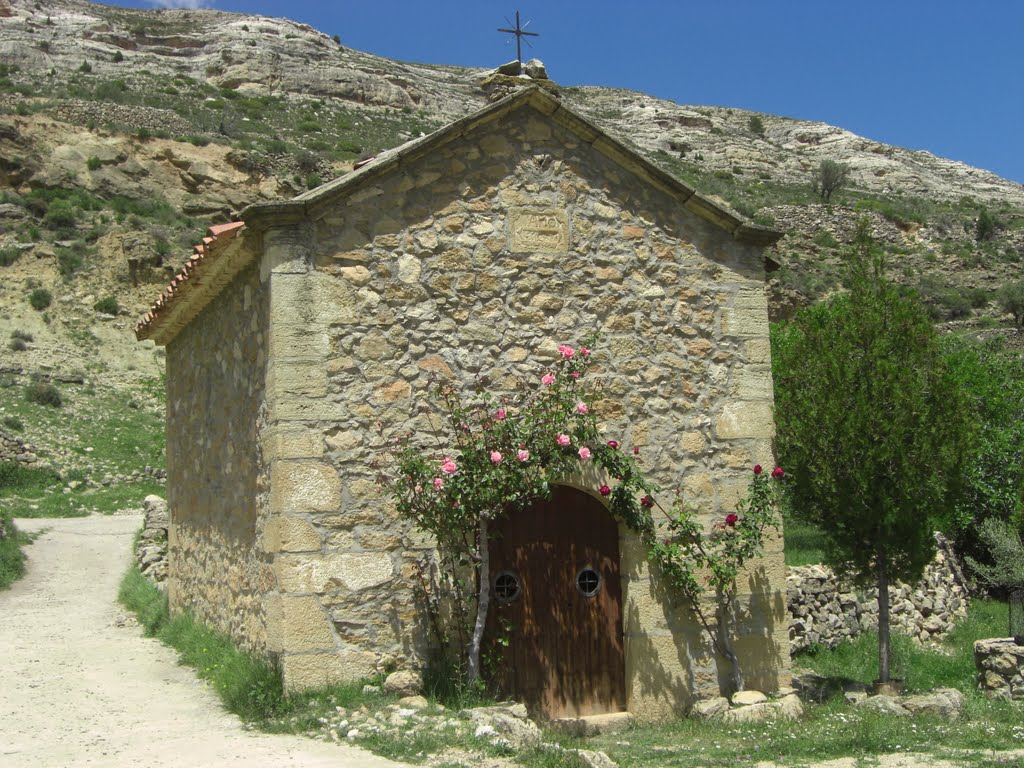
Seno – Ermita de San Valero

Seno ist ein Ort und eine Gemeinde mit nur noch 38 Einwohnern (Stand: 2024) in der Provinz Teruel in der autonomen Region Aragonien im östlichen Zentrum von Spanien.

## Lage und Klima
Der Ort Seno liegt an einem Bachlauf (Barranco de Seno) ca. 120 km (Fahrtstrecke) nordöstlich der Stadt Teruel in einer Höhe von ca. 790 m; die Stadt Saragossa liegt etwa 140 km nordwestlich. Bis zur Mittelmeerküste sind es etwa 100 km (Luftlinie). Das Klima ist meist warm und trocken; der eher spärliche Regen (ca. 350 mm/Jahr) fällt überwiegend in den Wintermonaten.

## Bevölkerungsentwicklung
| Jahr      | 1857 | 1900 | 1950 | 2000 | 2022 |
| Einwohner | 600  | 351  | 231  | 49   | 43   |

Die Mechanisierung der Landwirtschaft sowie die Aufgabe bäuerlicher Kleinbetriebe und der daraus resultierende Verlust an Arbeitsplätzen haben seit der Mitte des 20. Jahrhunderts zu einer Landflucht und zu einem deutlichen Bevölkerungsrückgang des Ortes geführt.

## Wirtschaft
Weniger als ein Drittel des Gemeindegebietes wird landwirtschaftlich genutzt, wobei der Anbau von Getreide im Vordergrund steht. 

## Geschichte
Bronze-, eisenzeitliche und antike Funde wurden auf dem Gemeindegebiet entdeckt. Im 8. Jahrhundert eroberten die Mauren beinahe die gesamte Iberische Halbinsel. Erst im 12. Jahrhundert wurde die Gegend aus den Händen der Mauren zurückerobert (reconquista) und von König Alfons II. dem Templerorden übergeben, der im Nachbarort Castellote eine Komturei besaß. Während des Spanischen Bürgerkriegs (1936–1939) wurde der Ort nicht bombardiert, doch das Altarretabel der Kirche wurde zerstört.

## Sehenswürdigkeiten
- Eine von den Rittern des Templerordens erbaute Burg (castillo) ist nicht mehr erhalten.
- Die Iglesia de Santa Elena wurde in den Jahren 1763 bis 1771 als barocke Hallenkirche erbaut. Hervorzuheben sind das aus Werksteinen gefügte Portal und der aus Ziegelsteinen gemauerte, aber reich dekorierte Turmaufsatz, der als einer der schönsten in Aragón gilt. In der Taufkapelle befindet sich ein schmuckloses halbkugelförmiges Taufbecken.[4][5]
- Die mit Ausnahme der Ecksteine aus Bruchsteinen errichtete kleine und schmucklose Ermita de San Valero steht am Ortsrand.[6]
- Das Rathaus (ayuntamiento) ruht im vorderen Erdgeschoss-Bereich auf Säulen, wodurch eine Art Portikus geschaffen wurde, in welchem öffentliche Angelegenheiten (z. B. auch Gerichtsprozesse) verhandelt werden konnten.